# Non ho l'età (programma televisivo)
Non ho l'età è un programma televisivo italiano,  prodotto dalla casa di produzione Panamafilm, trasmesso dal lunedì al venerdì in fascia pre-serale su Rai 3 dall'8 gennaio 2018.
La trasmissione è nata da un'idea di Riccardo Brun, Paolo Rossetti e Francesco Siciliano. Gli autori del programma sono Riccardo Brun, Francesco Siciliano e Claudia Carotenuto, mentre la regia è di Stefano De Concilio e Mario Pantoni. Non prevede una conduzione.

## Il programma
Il programma consiste in puntate di 20 minuti ciascuna, in cui viene raccontata la storia di una coppia che si è innamorata in tarda età, in seguito alla perdita del proprio coniuge, a una separazione, o non essendo mai riusciti a trovare la propria anima gemella. Attraverso le storie personali vengono ripercorsi anche i principali avvenimenti storici del Novecento italiano: le due grandi guerre, il boom economico, il movimento studentesco e la contestazione giovanile, gli anni delle Brigate Rosse e i primi anni ottanta.